# Han Seung-yeon
Han Seung-yeon (hangul: 한승연; Seúl, 24 de julio de 1988), conocida por su nombre monónimo Seungyeon, es una cantante y actriz surcoreana. Es más conocida por ser la vocalista principal del grupo femenino surcoreano Kara y por su personaje en Age of Youth.

## Carrera e inicios
Seungyeon nació el 24 de julio de 1988, en Seúl, Corea del Sur. Debutó como actriz infantil en una pequeña parte de Dear Ends (1993), Summer Showers (1995) y Un deseo en las estrellas (1997). Más tarde dejó Corea para estudiar en el Tenafly High School en Nueva Jersey, Estados Unidos. Aun así, se retiró del instituto a mitad de curso para seguir su carrera de canto. Después de regresar a Corea del Sur, debutó como miembro del grupo Kara el 29 de marzo de 2007. Durante su tiempo con el grupo, pasó un examen de cualificación del instituto, la Prueba de Capacidad Escolástica Universitaria, y fue aceptada en la Universidad de Kyung Hee, para estudiar teatro y cine.

## Discografía

### EP
| Uchuu                                                                     | - Liberado: 18 de enero de 2017 (Japón) - Etiqueta: Sony Registros de Música - Formato: CD, descarga Digital | — | 15 | JPN: 5,657+ |
| "—" Denota libera aquello no gráfico o no fue liberado en aquella región. | |   |    |             |

### Sencillos

#### Como solista
| Título                                                                     | Año  | Posición en las listas | Álbum                     |
| Título                                                                     | Año  | KOR                    | Álbum                     |
| -------------------------------------------------------------------------- | ---- | ---------------------- | ------------------------- |
| "Gijeog" (Miracle)                                                         | 2009 | —                      |                           |
| "Super Star"                                                               | 2010 | 96                     | Mary Stayed Out All Night |
| "Salang Ttaemune" (Because Of Love)                                        | 2011 | —                      | Warrior Baek Dong-soo     |
| "Guilty"                                                                   | 2012 | 155                    | Kara Solo Collection      |
| "Honja Salanghalkkayo" (Should I Love Alone)                               | 2014 | —                      |                           |
| "Hello" (with Gyuri)                                                       | 2014 | —                      | Blade Man                 |
| "Du Salam" (Dueto) (with Kim Soo Hyung)                                    | 2014 | —                      |                           |
| "Jeo Byeolkkaji Deullige" (Can Be Heard From The Stars) (with Kim Da-hyun) | 2014 | —                      |                           |
| "Geuttaen Alji Moshaessnabwa" (From Now) (with Lee Sang Gon)               | 2015 | —                      |                           |
| "Geuaen Na" (U&I)                                                          | 2016 | —                      |                           |
| "Jal Itni" (Do You Remember?)                                              | 2016 | —                      |                           |

#### Como dúo
| Título                                                        | Año  | Álbum               |
| ------------------------------------------------------------- | ---- | ------------------- |
| "Nolleowa" (come to play)(Nassun hazaña. Seungyeon)           | 2009 | Nassun Happyface    |
| "Mañana"(4 tomorrow (Seungyeon, Beneficio, Uee y Hyuna)       | 2009 | Dugeundugeun Mañana |
| "Talk About Love"(W Campaña de Fundación con varios artistas) | 2014 |                     |

### Participación
| Año  | Título                                                                             | Álbum                               |
| ---- | ---------------------------------------------------------------------------------- | ----------------------------------- |
| 2010 | "Bingeul Bingeul" (Round and Round) (No Brain feat. SeungYeon, Nicole Jung, Gyuri) | MBC Music Travel Lalala Live Vol.11 |
| 2014 | "Cheos Salang" (First Love) (with Gyuri)                                           | DSP Special Album "White Letter"    |

## Filmografía

### Películas
| Año  | Título             | Rol                    | Notas           |
| ---- | ------------------ | ---------------------- | --------------- |
| 1993 | "Dead Ends"        |                        |                 |
| 1995 | "Summer Showers"   |                        |                 |
| 2013 | Epic               | Mary Katherine (M. K.) | doblaje coreano |
| 2013 | Kara The Animation | ella misma             | doblaje japonés |
| 2017 | Frame in Love      | Ji Seon                |                 |

### Series
| Año  | Título                          | Red       | Papel          | Notas     | Ref.                 |
| ---- | ------------------------------- | --------- | -------------- | --------- | -------------------- |
| 1997 | Un deseo en las estrellas       | MBC       | chica huérfana |           |                      |
| 2010 | More Charming By The Day        | MBC       | Cameo          |           |                      |
| 2011 | URAKARA                         | TV Tokyo  | Seung-yeon     |           |                      |
| 2012 | Salamander Guru and The Shadows | SBS       | Cameo          |           |                      |
| 2013 | A Bit of Love                   | KBS2      | Kim Sun-mi     |           |                      |
| 2013 | Jang Ok-jung, Living by Love    | SBS       | Choi Musuri    |           |                      |
| 2014 | Her Lovely Heels                | SBS       | Shin Ji-hoo    |           |                      |
| 2014 | Jang Bo-ri is Here!             | MBC       | Lee Ga-eul     |           |                      |
| 2014 | Secret Love                     | DRAMAcube | Ji-hye         |           |                      |
| 2014 | Guitar and Hot Pants            | MBC       | Anna           |           |                      |
| 2016 | Age of Youth                    | JTBC      | Jung Ye-eun    |           |                      |
| 2017 | Last Minute Romance             | JTBC      | Baek Se        |           |                      |
| 2017 | Age of Youth 2                  | JTBC      | Jung Ye-eun    |           | [ 19 ]               |
| 2018 | About Time                      | tvN       | Jeon Sang-hee  |           |                      |
| 2025 | The Scandal of Chunhwa          | TVING     | Ji-won         | Serie web | [ 20 ] [ 21 ] [ 22 ] |

### Programas de variedades
| Año  | Título                          | Notas                |
| ---- | ------------------------------- | -------------------- |
| 2012 | We Got Married: Pit-a-Pat Shake | junto a Lee Tae-sung |

### Presentadora
| Año       | Título                       | Red        | Notas                |
| --------- | ---------------------------- | ---------- | -------------------- |
| 2007      | Han Seung Yeon MSL Break     |            |                      |
| 2008      | I Need a Family – Season 2   | MBC Every1 |                      |
| 2008-2009 | Boys & Girls Music Countdown | Mnet       | junto a Kim Soo-hyun |
| 2010      | I Love Pet                   | MBC Every1 | con Kang Ji-young    |
| 2011      | Animal Farm                  | SBS        |                      |
| 2013–2014 | The Show                     | SBS MTV    | con Park Gyu-ri      |

## Audiolibro
- Victor the fool por Joachim de Posada, voz de Laura[23]

## Premios
| Año  | Premio                           | Categoría                                      | Trabajo nominado | Resultado |
| ---- | -------------------------------- | ---------------------------------------------- | ---------------- | --------- |
| 2015 | 9th Cable TV Broadcasting Awards | Premio a la mejor Parejar (Con Hong Jong-hyun) | Her Lovely Heels | Ganadora  |
| 2016 | 9th Korea Drama Award            | Premio de estrella Hallyu                      | Age of Youth     | Ganadora  |